# Sint Jansklooster
Sint Jansklooster – wieś w Holandii, w prowincji Overijssel, w gminie Steenwijkerland.
Według danych ze spisu powszechnego w 2001 roku we wsi mieszkało 1060 osób. Szacunkowe dane urzędu statystycznego na rok 2008 wykazały 1050 mieszkańców, a dane z 2011 roku to 1055 mieszkańców – 530 kobiet i 525 mężczyzn. W 2011 roku 690 osób było w wieku 15–64 lat, 230 w wieku do 14 lat i 130 od 65 lat wzwyż.